# Grupo 6 de la Clasificación de UEFA para la Copa Mundial de Fútbol de 1958
El Grupo 6 de la Clasificación de UEFA para la Copa Mundial de Fútbol de 1958 contó con la participación de Finlandia, Polonia y Unión Soviética; los caules se enfrentaron entre sí a vista recíproca para definir una de las 9.5 plazas de UEFA para la Copa Mundial de Fútbol de 1958 a celebrarse en Suecia.

## Posiciones
| Pos. | Equipo          | Pts. | PJ | G | E | P | GF | GC | Dif. | Clasificación             |
| ---- | --------------- | ---- | -- | - | - | - | -- | -- | ---- | ------------------------- |
| 1    | Unión Soviética | 9    | 4  | 3 | 0 | 1 | 16 | 3  | +13  | Clasificado a Suecia 1958 |
| 2    | Polonia         | 9    | 4  | 3 | 0 | 1 | 9  | 5  | +4   |                           |
| 3    | Finlandia       | 0    | 4  | 0 | 0 | 4 | 2  | 19 | −17  |                           |

 Fuente: FIFA
Notas:
1. 1 2  Como Unión Soviética y Polonia terminaron empatados en puntos, se jugó un desempate en sede neutral para definir al ganador del grupo. UniónmSoviética ganó el partido por marcador de 2-0.

## Resultados
| 23-6-1957 | Unión Soviética                        | 3 – 0   | Polonia | Lenin Central Stadium, Moscow                       |                                                     |
|           | Tatushin 9' · Simonyan 55' · Ilyin 77' | Reporte |         | Asistencia: 102 000 espectadores Árbitro(s): Clough | Asistencia: 102 000 espectadores Árbitro(s): Clough |

| 5-7-1957 | Finlandia    | 1 – 3   | Polonia               | Olímpico, Helsinki |                    |
|          | Vanhanen 72' | Reporte | Jankowski 19' 56' 65' | Árbitro(s): Nilsen | Árbitro(s): Nilsen |

| 27-7-1957 | Unión Soviética        | 2 – 1   | Finlandia    | Dynamo Stadium, Moscow                            |                                                   |
|           | Voinov 23' · Netto 62' | Reporte | Lahtinen 42' | Asistencia: 50 000 espectadores Árbitro(s): Mayer | Asistencia: 50 000 espectadores Árbitro(s): Mayer |

| 15-8-1957 | Finlandia | 0 – 10  | Unión Soviética                                                                     | Olímpico, Helsinki      |                         |
|           |           | Reporte | Netto 6' · Simonyan 9' 13' 31' · Isayev 12' 20' · Streltsov 29' 49' · Ilyin 60' 87' | Árbitro(s): A. Asmussen | Árbitro(s): A. Asmussen |

| 20-10-1957 | Polonia         | 2 – 1   | Unión Soviética | Stadion Ruchu, Chorzów |                    |
|            | Cieślik 43' 50' | Reporte | Ivanov 80'      | Árbitro(s): Clough     | Árbitro(s): Clough |

| 3-11-1957 | Polonia                                     | 4 – 0   | Finlandia | Wojska Polskiego, Warsaw |                   |
|           | Gawlik 2' · Brychczy 4' 48' · Jankowski 60' | Reporte |           | Árbitro(s): Dusch        | Árbitro(s): Dusch |

### Desempate
Polonia y Unión Soviética terminaron empatados en puntos, por lo que se jugó un desempate en sede neutral para definir al clasificado.
| 24-11-1957 | Unión Soviética             | 2 – 0   | Polonia | Central, Leipzig, Alemania Democrática |                    |
|            | Streltsov 31' · Fedosov 75' | Reporte |         | Árbitro(s): Clough                     | Árbitro(s): Clough |